# 狸賽
『狸賽』（たぬさい/たぬきさい）は古典落語の演目。『狸の賽』（たぬきのさい）という演題も用いられるほか、『たぬ賽』（たぬさい）『たの賽』（たのさい）という表記もある。
江戸落語・上方落語の両方で演じられる。『狸の賽』という演題について、前田勇は東京（江戸落語）での使用とするが、上方の3代目桂米朝はこの題で演じていた。
狸が人間の男と取引をして男の望むものに化けることになり、賭博好きな男はサイコロに化けさせてチョボイチ（サイコロ賭博）に使うという内容。
原話は宝暦4年（1754年）の『軽口豊年遊』第5巻所収の「狸の同類」（ただし落ち（サゲ）は「梅に鶯」から鶯に化ける形）。
狸の報恩譚という形式を取る場合は、類似の内容を扱う『狸の札』や『狸の鯉』に続けて演じられることがある。

## あらすじ
※内容は武藤禎夫 (2007)に準拠する。
子どもの悪戯から狸を助けた男の元に、その夜狸が恩返しがしたいと訪問する。博打好きの男は、狸にサイコロに化けて賭場で自分の望む目を出してほしいと頼み、狸はそれを引き受ける。
賭博に狸のサイコロを持参した男は、自分の親（胴）の番が来るとサイコロをひそかに取り替えて、振る前に数字を口にすると、狸のサイコロはその通りの目を出す。何度もそれが続くことを訝しんだ他の参加者は、「数字を言わずに黙って勝負しろ」と命じた。次に5の目を出したいと思った男は「次は梅鉢だ、天神様だよ」と口にしてサイコロを振ると、衣冠を着て笏を手に持った狸が控えていた。

## バリエーション
狸が男の頼みを聞き入れる経緯については、次のような演じ方もある。
博打に負けた旅人が、空腹のあまり狸塚に村人が供えたぼた餅を食べてしまう。狸が出てきて抗議すると「償いたいが持ち合わせがない。サイコロに化けて言ったとおりの目を出してくれたら、なんぼでもぼた餅を買ってやる」と答えて、狸がそれに応じる。
5代目柳家小さんは、落ちの部分で説明をせずに、表情と肘を開いた手で持った扇子でこれを表現していた。5代目小さんによると、狸の噺を演じるときは狸の気分になれと師匠（4代目柳家小さん）に言われたことがあるという（ただし本演目に関しては4代目柳家つばめに教わり、3代目桂三木助に直してもらったのこと）。
5代目小さんは、狸が（サイコロに決める前に）男の妻に化けると言って男が「蚤が出てきたら困る」と答えると「だにはいますけども、だにいるだろう（フランスの女優・ダニエル・ダリューとの地口）」というくすぐりを入れていた。小さんによるとこれは初代柳家権太楼が入れたという。
5代目小さんによると、3代目桂三木助は本演目のマクラにやはりサイコロ賭博を扱った『看板のピン』を使っていたという。その3代目三木助の『狸賽』について飯島友治は、本人が博打好きだったため、壷皿を伏せてから上げるまでの動きや表情があまりに真に迫っており、「見るに忍びず」当人に注意をしても一向に改めなかったと、三木助の没後に記している。